# ESSEC

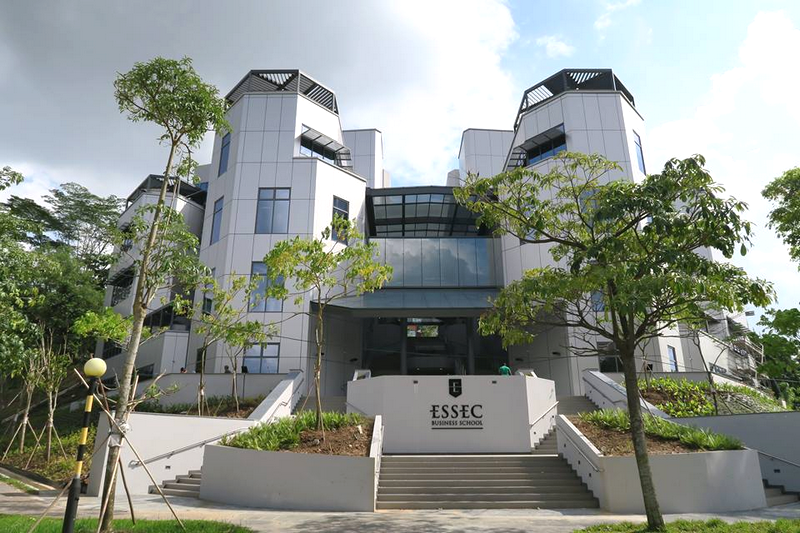
シンガポール校キャンパス

ESSEC（エセック、仏: École Supérieure des Sciences Économiques et Commerciales、英: ESSEC business school、日: 高等経済商業学校、エセック経済商科大学院大学など）は、フランスの高等商業学校（ビジネススクール）。

## 概要
パリ近郊のセルジー（セルジー＝ポントワーズ）、パリ至近のラ・デファンス、東南アジアのシンガポール、北アフリカのラバトにキャンパスを置く
1907年にイエズス会により設置。パリのカルチエ・ラタンに校舎があったが、1974年にヴァル・ドワーズ県セルジーへ移転した。また、校舎を置く地域は「ヴェルサイユ大学区 (アカデミー・ド・ヴェルサイユ)」に指定されており、至近のセルジー＝ポントワーズ大学のほか、パリ第10大学、エコール・サントラル・パリ、エコール・ポリテクニーク等多くの高等教育機関が所在する。
商業系の名門グランゼコールの1校で、ESSEC大学グループを構成している。修士課程のMSc in ManagementプログラムはFT誌Master in Managementランキングで世界第3位となっている。また正規のMBAを授与可能な学校であり、欧州品質改善システム（EQUIS）に認定されている。Global MBAプログラムはQSの2022年世界MBAランキングで第27位だった。
2004年にドイツの名門ビジネススクール、マンハイムビジネススクールとエグゼクティブMBAプログラムを創設して以来、ESSECはエグゼクティブ教育においても、ヨーロッパのトップクラスの1校として高く評価されている。（FT誌ビジネススクール・ランキングではヨーロッパTOP10）

## 出身者
- セシル・デュフロ - フランス地域間平等・住宅大臣
- フルール・ペルラン - フランスの政治家、文化・通信大臣、対外交易・観光開発・在外同胞担当長官、中小企業・イノベーション・デジタル経済担当大臣
- ヴェロニク・ベダーグ＝ハミルュス - フランス首相首席秘書官、IMFエコノミスト
- エマニュエル・ミニョン - フランス大統領府官房長官
- クリスチャン・マセ - 駐日フランス大使
- エンリケ・バロン・クレスポ - 元欧州議会議長、スペインの政治家
- シャルル・バニー - コートジボワール首相
- ミシェル・ボン - カルフールCEO、フランステレコムCEO
- ドミニク・ライニッシェ - コカ・コーラ・ヨーロッパCEO
- パトリック・セスコー - ユニリーバCEO
- ピエール・ナンテルム - アクセンチュアCEO
- ピア・デニス - ジミーチュウCEO
- エアン・ショー - マッキンゼー・アンド・カンパニー日本支社社長
- フィリップ・ソレルス - 作家
- 菊地唯夫 - ロイヤルホールディングス会長兼CEO、ドイツ証券東京支店投資銀行本部ディレクター